# 河東町熊野堂
河東町熊野堂（かわひがしまち くまのどう）は、福島県会津若松市の大字である。郵便番号は969-3421。

## 地理
会津若松市北部の河東地区（旧河沼郡河東町域）に属する。北で河東町大田原、東で河東町広野、南東で河東町南高野、南で河東町郡山、南西で河東町谷沢、西で河東町代田とそれぞれ隣接する。概ね町村制施行以前の河沼郡熊野堂村の流れを汲む地域である。河東地区北西部に位置し、会津盆地北西部の平野部を主な範囲とする。中央部を南北に福島県道69号北山会津若松線が縦断する。域内全域にわたり水田が広がり、村内などの字をはじめとした中央部に集落が位置する。

### 主な字
字
- 一里壇乙
- 一本木甲
- 浮世段甲
- 打替甲
- カロト石甲
- 大正寺乙
- 高舘
- 高館甲

- 舘前乙
- 館前乙乙
- 大道下乙
- 堤尻甲
- 鶴谷地甲
- トドメキ甲
- 八人役乙
- 八人役乙乙

- 原田
- 原田甲
- 船窪甲
- 古屋敷甲
- 仏山
- 仏山甲
- 南原
- 南原甲

- 南竜王塚乙
- 村内
- 村内甲
- 櫓
- 櫓甲
- 屋敷山甲
- 柳田甲
- 山神

- 山神乙
- 山神甲
- 吉分甲
- 龍王塚乙
- 龍塚
- 若林甲

## 歴史
- 1875年 - 熊野堂村が町和田分と合併する。
- 1879年1月27日 - 熊野堂村が福島県内における郡区町村制の施行により河沼郡の村となる。
- 1889年4月1日 - 町村制の施行により熊野堂村が周辺7村と合併し堂島村が発足する。旧熊野堂村域は堂島村の大字となる。
- 1957年4月1日 - 堂島村が日橋村と合併して河東村が発足し、河東村の大字となる。
- 1978年4月1日 - 河東村が町制施行し、河東町の大字となる。
- 2005年11月1日 - 河東町が会津若松市に編入され、会津若松市の大字となる。

## 世帯数と人口
2024年1月1日現在の世帯数と人口は以下の通りである。
| 大字         | 世帯数 | 人口  |
| ------------ | ------ | ----- |
| 河東町熊野堂 | 90世帯 | 218人 |

## 小・中学校の学区
市立小・中学校に通う場合、学区は以下の通りとなる。
| 番地 | 小学校                       | 中学校                       |
| ---- | ---------------------------- | ---------------------------- |
| 全域 | 会津若松市立河東学園前期課程 | 会津若松市立河東学園後期課程 |

## 交通

### 道路
- 福島県道69号北山会津若松線

## 施設
- 会津若松市河東学校給食センター
- 会津若松市河東浄化センター
- 熊野堂多目的集落センター
- JA会津よつば 河東営農経済センター
- 法泉寺